# Matthieu Dupont
Matthieu Henri Fabien Dupont (ur. 11 grudnia 1973 w Wersalu) – francuski duchowny katolicki, biskup Laval od 2024.

## Życiorys
Święcenia kapłańskie otrzymał 23 czerwca 2003 i został inkardynowany do diecezji wersalskiej. Pracował przede wszystkim w diecezjalnym seminarium duchownym, pełniąc funkcje m.in. wykładowcy teologii moralnej, członka rady przełożonych oraz rektora. Był także asystentem delegata biskupiego ds. seminarzystów.
9 stycznia 2024 papież Franciszek mianował go biskupem diecezji Laval. Sakry udzielił mu 9 marca 2024 arcybiskup Pierre d’Ornellas.